# Canção-assinatura
Canção-assinatura (do inglês signature song) é o termo usado para a música que melhor descreve o trabalho do artista, como forma de identificar o som e a imagem ao qual ele representa, não sendo necessariamente seu maior sucesso, em alguns casos pode ser mais de uma.

## Exemplos de artistas com canções-assinaturas
Os seguintes artistas possuem canções-assinaturas documentadas (não são incluídos one-hit wonders):

- ABBA - "Dancing Queen"
- AC/DC - "Back in Black" / "Highway to Hell"
- Adele - "Rolling in the Deep"
- Aerosmith - "I Don't Want to Miss a Thing"
- A-ha - "Take on Me"
- Air Supply - "Making Love Out of Nothing at All"
- Akon - "Don't Matter"
- Alan Jackson - "Remember When"
- Alanis Morissette - "You Oughta Know"
- Alice in Chains - "Man in the Box" / "Would?"
- Alicia Keys - "No One"
- Alok - "Hear Me Now"
- Amado Batista - "Princesa"
- Amy Winehouse - "Rehab"
- Andrews Sisters - "Boogie Woogie Bugle Boy" [2][3]
- Angelica - "Vou de Táxi"
- Anitta - "Bang / Show das Poderosas"
- Andy Williams - "Moon River" [4]
- Anton Karas - "The Third Man Theme" [5]
- Aqua - "Barbie Girl"
- Ariana Grande  - "Thank U, Next"
- Aretha Franklin - "Respect"[6][7]
- Avicii - "Wake Me Up"
- Avril Lavigne - "Girlfriend" / "Complicated"
- Backstreet Boys - "I Want It That Way"
- Banda Calypso - "A Lua Me Traiu"
- Banda Djavú - "Me Libera"
- Barões da Pisadinha - "Tá Rocheda"
- Bee Gees - "Stayin' Alive / How Deep Is Your Love"
- Belchior - "Apenas um Rapaz Latino-americano"
- Ben E. King - "Stand by Me" [8]
- Berlin - "Take My Breath Away"
- Bert Williams - "Nobody".[9]
- Beyoncé - "Crazy in Love"
- Billy Joel - "Piano Man" [10]
- Billy Ray Cyrus - "Achy Breaky Heart"
- Bing Crosby - "White Christmas".[11]
- Blake Shelton - "God Gave Me You"
- Black Eyed Peas - "I Gotta Feeling"
- Bob Dylan - Like a Rolling Stone [12]
- Bob Hope - "Thanks for the Memories" [13]
- Bob Marley - "Is This Love"
- Bobby Darin - "Mack the Knife" [14]
- Bon Jovi - "Livin' on a Prayer"
- Bonnie Tyler - "Total Eclipse of the Heart"
- Britney Spears - "…Baby One More Time"
- Bruce Springsteen - "Born to Run" [15]
- Bruno & Marrone - "Dormi na Praça" / "Choram as Rosas"
- Bruno Mars - "Just the Way You Are"
- Bryan Adams - "(Everything I Do) I Do It for You"
- Bunny Berigan - "I Can't Get Started"[16]
- Byafra - "Sonho de Ícaro" / "Seu Nome"
- Caetano Veloso - "Alegria, Alegria"
- Camila Cabello - "Havana"
- Capital Inicial - "Primeiros Erros"
- Cartola - "As Rosas Não Falam"
- Cássia Eller - "Malandragem"
- César Menotti & Fabiano - "Leilão" / "Ciumenta"
- Celine Dion - "My Heart Will Go On"
- Cezar & Paulinho - "Duas Vezes Você"
- Cher - "Believe"
- Chico Buarque - "Apesar de Você"
- Chitãozinho & Xororó - "Fio de Cabelo" / "Evidências"
- Christina Aguilera - "Genie in a Bottle"
- Chrystian & Ralf - "Chora Peito"
- Creedence Clearwater Revival - "Have You Ever Seen the Rain?"
- Clara Nunes - "O Mar Serenou"
- Claudia Leitte - "Exttravasa"
- Claudinho & u - "Só Love"
- Cyndi Lauper - "Girls Just Want to Have Fun"
- Dalida - Paroles, paroles / Bambino
- David Bowie - "Starman"
- Daniela Mercury - "O Canto da Cidade"
- Deep Purple - "Smoke on the Water" [17]
- Demi Lovato - "Let It Go"
- Destiny's Child - "Say My Name"
- Djavan - "Oceano"
- Dolly Parton - "9 to 5"
- Don McLean - "American Pie"[18]
- Duran Duran - "Save a Prayer"
- Eagles - "Hotel California" [19]
- Ed Sheeran - "Shape of You"
- Édith Piaf - "La vie en rose" [20]
- Edson & Hudson - "Azul"
- Elis Regina - "Como Nossos Pais"
- Elvis Presley - "Hound Dog"
- Eminem - "Not Afraid"
- Etta James - "At Last" [21]
- Evanescence - "Bring Me to Life"
- Exaltasamba - "Me Apaixonei Pela Pessoa Errada"
- Fábio Jr - "Só Você" / "Alma Gêmea"
- Falamansa - "Xote dos Milagres"
- Fagner - "Borbulhas de Amor"
- Fergie - "Big Girls Don't Cry"
- Fifth Harmony - "Worth It"
- Flo Rida - "Good Feeling"
- Florence and the Machine - "Dog Days Are Over"
- Foo Fighters - "Learn to Fly"
- Frank Sinatra - "New York, New York"[22]
- Fundo de Quintal - "O Show Tem Que Continuar"
- Gabriel, o Pensador - "Cachimbo da Paz" / "2345meia78"
- Garth Brooks - "The Dance"
- George W. Johnson - "The Laughing Song"[23]
- Geraldo Vandré - "Pra não dizer que não falei das flores"
- Gian & Giovani - "O Grande Amor da Minha Vida (Convite de Casamento)"
- Gladys Knight & the Pips - "Midnight Train to Georgia" [24]
- Gloria Gaynor - "I Will Survive"
- Green Day - "Boulevard of Broken Dreams" / "Wake Me Up When September Ends"
- Grupo Revelação - "Deixa Acontecer"
- Guilherme Arantes - "Meu Mundo e Nada Mais"
- Guilherme e Santiago - "Tá Se Achando" / "E Daí?"
- Guns N' Roses - "Sweet Child O' Mine" / "November Rain"
- Gusttavo Lima - "Balada"
- Guy Lombardo - "Auld Lang Syne" [25]
- Gwen Stefani - "Hollaback Girl"
- Harry Belafonte - "Banana Boat (Day-O)"[26]
- Helen Reddy - "I Am Woman"[27]
- Ivete Sangalo - "Sorte Grande (Poeira)"
- Israel & Rodolffo - "Batom de Cereja"
- James Blunt - "You're Beautiful"
- James Brown - "I Got You (I Feel Good)" / "Get on Up"
- James Taylor - "Sweet Baby James" [28]
- Janis Joplin - "Me and Bobby McGee"[29]
- Jeff Buckley - "Hallelujah" [30]
- Jessie J - "Price Tag"
- Jimi Hendrix - "Purple Haze"[31]
- Jimmy Buffett - "Margaritaville"[32]
- João Bosco & Vinícius - "Chora, Me Liga"
- João Mineiro & Marciano - "Ainda Ontem Chorei de Saudade"
- João Paulo & Daniel - "Estou Apaixonado"
- Joaquim & Manoel - "Boate Azul"
- John Legend - "All of Me"
- John Lennon - "Imagine"
- Jorge & Mateus - "Amo Noite e Dia" / "Sosseguei"
- José Augusto - "Aguenta Coração"
- Joss Stone - "Super Duper Love (Are You Diggin' on Me)"
- Jota Quest - "Só Hoje"
- Julie London - "Cry Me a River"[33]
- Justin Bieber - "Baby"
- Justin Timberlake - "What Goes Around...Comes Around"
- Kate Bush - "Wuthering Heights (canção)"
- Kate Smith - "God Bless America" [34]
- Katinguelê - "Recado a Minha Amada"
- Katy Perry - "Firework"
- Kelly Clarkson - "Because of You"
- Kelly Key - "Baba"
- Ke$ha - "Tik Tok"
- Kid Abelha - "Como Eu Quero"
- Kylie Minogue - "Can't Get You out of My Head"
- L7 - "Pretend We're Dead"
- Lady Gaga - "Poker Face"
- Lana del Rey - "Summertime Sadness"
- Latino - "Festa no Apê"
- Laura Pausini - La solitudine"
- Led Zeppelin - Stairway To Heaven"
- Leandro & Leonardo - "Entre Tapas e Beijos" / "Pense em Mim"
- Lee Greenwood - "God Bless the USA" [35]
- Legião Urbana - "Tempo Perdido" / "Que País É Este"
- Lena Horne - "Stormy Weather" [36]
- Limão com Mel - "Anjo Querubim" / "Toma Conta de Mim"
- Linkin Park - "In the End" / "Numb
- Lionel Ritchie - "Say You, Say Me"
- Lonnie Donegan - "Rock Island Line" [37]
- Lorde - "Royals"
- Loretta Lynn - "Coal Miner's Daughter" [38]
- Lou Rawls - "You'll Never Find Another Love Like Mine" [39]
- Louis Armstrong - "What a Wonderful World"
- Los Hermanos - "Anna Julia"
- Luan Santana - "Meteoro"
- Luciano Pavarotti - "Nessun dorma" [40]
- Luis Fonsi - "Despacito"
- Luis Miguel - "La Incondicional"
- Luiz Gonzaga - "Asa Branca" / "Vida de Viajante"
- The Mamas & the Papas - "California Dreamin'" [41]
- Maroon 5 - "Moves Like Jagger"
- Martina McBride - "Independence Day" [42]
- Motörhead - "Ace of Spades" [43]
- Madonna - "Like a Player"
- Magníficos - "É Chamego ou Xaveco?" / "Me Usa"
- Mamonas Assassinas - "Pelados em Santos"
- Marcos & Belutti - "Domingo de Manhã"
- Marília Mendonça - "Infiel"
- Mariah Carey - "Hero"
- Marilyn Manson "The Beautiful People"
- Marisa Monte - "Amor I Love You"
- Maskavo - "Um Anjo do Céu"
- Mastruz com Leite - "Meu Vaqueiro Meu Peão"
- Meghan Trainor - ''All About That Bass''
- Menudo - "Não Se Reprima"
- Metallica - "Nothing Else Matters"
- Michael Jackson - "Billie Jean"
- Michel Teló - "Ai Se Eu Te Pego"
- Milionário & José Rico - "Estrada da Vida"
- Miley Cyrus - "Wrecking Ball"
- Milton Nascimento - "Maria, Maria"
- Molejo - "Brincadeira de Criança"
- N.W.A - "Fuck tha Police"
- Natalie Imbruglia - "Torn"
- Nelly Furtado - "Promiscuous"
- Nickelback - "Photograph"
- Nirvana - "Smells Like Teen Spirit"
- No Doubt - "Don't Speak"
- OneRepublic - "Apologize"
- One Direction - "What Makes You Beautiful"
- Pabllo Vittar - "K.O"
- Paquitas - "Fada Madrinha (É Tão Bom)"
- Paul Young - "Everytime You Go Away"
- Paula Fernandes - "Pra Você" / "Pássaro de Fogo"
- Peggy Lee - "Fever" [44]
- Pearl Jam - "Even Flow"
- Percy Sledge - "When a Man Loves a Woman" [45]
- Petula Clark - "Downtown"[46]
- Pharrell Williams - "Happy"
- Pink Floyd - "Another Brick in the Wall"
- Prince - "Purple Rain"
- Projota - "Ela só Quer Paz"
- Psy - "Gangnam Style"
- Pussycat Dolls - "Don't Cha"
- Queen - "Bohemian Rhapsody" / "We Are the Champions"
- Raça Negra - "Cheia de Manias" / "É Tarde Demais"
- Rage Against the Machine - "Killing in the Name" [47]
- Raimundos - "Mulher de Fases"
- Rammstein - "Du Hast"
- Rastapé - "Colo de Menina"
- Raul Seixas - "Maluco Beleza"
- Red Hot Chili Peppers - "Californication"
- RBD - "Sálvame"
- Reginaldo Rossi - "Garçom"
- Richard Marx - "Right Here Waiting"
- Rick James - "Super Freak" [48]
- Rick & Renner - "Ela é Demais"
- Ricky Martin - "Livin' la Vida Loca"
- Righteous Brothers - "Unchained Melody"
- Rihanna - "Umbrella"
- Rionegro & Solimões - "Na Sola da Bota"
- Ritchie - "Menina Veneno"
- Roberta Miranda" - "São Tantas Coisas"
- Roberto Carlos" - "Emoções"
- Rolling Stones - "(I Can't Get No) Satisfaction" [49]
- Rosana - "O Amor e o Poder"
- Rouge - "Ragatanga"
- Roupa Nova - "Whisky a Go Go"
- Sade - "Smooth Operator"
- Sammy Davis, Jr. - "I've Gotta Be Me" [50]
- Sandy e Junior - "A Lenda"
- Selena Gomez - "Come & Get It"
- Sérgio Mendes - "Mas Que Nada"
- Sérgio Reis - "O Menino da Porteira"
- Seu Jorge - "Burguesinha" / "Ela é Amiga da Minha Mulher"
- Shakira - "Hips Don't Lie"
- Shania Twain - "Man! I Feel Like a Woman"
- Sidney Magal - "Meu Sangue Ferve Por Você"
- Skank - "Garota Nacional" / "Vou Deixar"
- Smash Mouth - "All Star"
- Sonny & Cher - "I Got You Babe"[51]
- Sorriso Maroto - "Assim Você Mata o Papai"
- Spice Girls - "Wannabe"[52]
- Stacie Orrico - "(There's Gotta Be) More to Life"
- Stevie Wonder - "I Just Called to Say I Love You"
- Stevie Nicks - "Edge of Seventeen" [53]
- Só pra Contrariar - "Essa Tal Liberdade" / "Depois do Prazer"
- Soundgarden - "Black Hole Sun"
- Supla - "Garota de Berlim"
- Survivor - "Eye of the Tiger"
- Taiguara - "Hoje" / "Universo no Teu Corpo"
- Take That - "Back For Good"
- Tammy Wynette - "Stand By Your Man"[54]
- Tânia Mara - "Se Quiser"
- Taylor Swift - "Shake It Off"
- Temptations - "My Girl" [55]
- Thiaguinho - "Buquê de Flores"
- Tião Carreiro & Pardinho - "Rei do Gado"
- Tim Maia - "Não Quero Dinheiro (Só Quero Amar)"
- Tom Jobim - "Garota de Ipanema"
- Toni Braxton - "Un-Break My Heart"
- Tonico & Tinoco - "Chico Mineiro"
- Tony Bennett - "I Left My Heart in San Francisco" [56]
- The Beatles - "Yesterday" / "Hey Jude"
- The Doors - "Light My Fire"
- Trio Parada Dura - "As Andorinhas"
- Turma do Pagode - "Lancinho"
- Twenty One Pilots - "Stressed Out"
- Usher - "Yeah!"
- Valesca Popozuda - "Beijinho no Ombro"
- Van Morrison - "Brown Eyed Girl"[57]
- Ventures - "Walk Don't Run" [58]
- Victor & Leo - "Borboletas"
- Wando - "Fogo e Paixão"
- Whitney Houston - "I Will Always Love You"
- Wiz Khalifa - "See You Again"
- Xuxa - "Ilariê"
- Zé Neto & Cristiano - "Largado às Traças"
- Zé Ramalho - "Chão de Giz"
- Zeca Pagodinho - "Verdade"
- Zezé Di Camargo & Luciano - "É o Amor" / "No Dia Em Que Eu Saí de Casa"
- Zizi Possi - "Perigo"